# クアンタ・コンピュータ
広達電脳ことクアンタ・コンピュータ（Quanta Computer）は、台湾のパソコンメーカーである。本社は桃園市亀山区にある。
2010年当時、パソコン受託生産でコンパル・エレクトロニクス（仁宝電脳）と共に、世界最大手の一角を占めていた。

## 概要
1988年に台湾の林百里（Barry Lam）により設立された。台湾国内と中国に工場をもち、パソコンのOEM、ODM製造を手がけ、「チャイワン」とEMS業界で呼ばれる中台分業体制の一翼を担ってきた。
ノートパソコンでは生産規模が月産300万、年産(2014)4,850万台以上と世界最大の規模をもち、アメリカのデル、HP、Appleをはじめ、日本のソニー、東芝、富士通、シャープなどに向けても製造を行っている。日本国内ではあまり知名度がないが、モバイルノートや高級ノートを除いた機種で広く使用されており、生産数量のシェアは25%を占める。

## OLPC
2005年12月に、OLPCの設計製造メーカーに選定された。これはMIT (マサチューセッツ工科大学)・メディアラボが研究を開始した開発途上国の教育支援を目的としたパソコンである。